# Xigemu (sockenhuvudort i Kina, Heilongjiang Sheng, lat 46,75, long 130,27)
Xigemu (kinesiska: 西格木, 西格木乡) är en sockenhuvudort i Kina. Den ligger i provinsen Heilongjiang, i den nordöstra delen av landet, omkring 300 kilometer öster om provinshuvudstaden Harbin. Antalet invånare är 14 366. Befolkningen består av 7 002 kvinnor och 7 364 män. Barn under 15 år utgör 11,0 %, vuxna 15-64 år 80 %, och äldre över 65 år 7,0 %.
Runt Xigemu är det ganska tätbefolkat, med 90 invånare per kvadratkilometer. Närmaste större samhälle är Jiamusi, 6,9 km nordost om Xigemu. Trakten runt Xigemu består till största delen av jordbruksmark.
Genomsnittlig årsnederbörd är 857 millimeter. Den regnigaste månaden är juli, med i genomsnitt 190 mm nederbörd, och den torraste är januari, med 6 mm nederbörd.